# 1950年英國大選
1950年英國大選舉辦於1950年2月23日。雖然工黨獲得的票數比保守黨多超過70萬張且得票數超過1945年大選，但卻只獲得了5席的多數，遠少於1945年的146席。保守黨的表現則比1945年要好很多。工黨在1951年再次舉行大選。這次選舉的投票率達83.9%，是英國大選史上最高紀錄。

## 外部連結
- United Kingdom election results - summary results 1885-1979（页面存档备份，存于）